# Big John Studd
John William Minton (19. februar 1948 – 20. marts 1995) var en amerikansk wrestler, der blev mest kendt under ringnavnet Big John Studd i bl.a. World Wrestling Federation. Han blev født i Butler, Pennsylvania og er mest kendt for sine kampe den regerende verdensmester Hulk Hogan i 1980'erne og for at vinde WWF's Royal Rumble i 1989. 
Big John Studd udfordrede Ric Flair adskillige gange for hans NWA World Heavyweight Championship i 1982 i National Wrestling Alliance, men uden held. Den over to meter høje Big John Studd skrev herefter kontrakt med World Wrestling Federation, hvor han bl.a kæmpede nogle klassiske kampe mod André the Giant, om hvem der kunne bodyslamme hinanden først. André the Giant bodyslammede Big John Studd ved den første WrestleMania. I 1986 udfordrede han så Hulk Hogan til en VM-titelkamp ved WrestleMania 2, men tabte også her. Big John Studd indstillede karrieren kort efter, men gjorde comeback i 1988. I 1989 blev han vinder af Royal Rumble, hvilket var hans største bedrift i karrieren. Han døde af kræft i 1995. 